# Bihoro
Bihoro (japanska: 美幌町?, Bihoro-chō) är en landskommun (köping) i Hokkaido prefektur i Japan. 